# Iris Sing
Iris Silva Tang Sing (Rio de Janeiro, 21 de agosto de 1990) é uma taekwondista brasileira, medalhista pan-americana e mundial

## Carreira

### Rio 2016
Iris Sing competiu na Rio 2016, na categoria até 49kg após vencer na primeira luta Andrea Kilday, acabou caindo na segunda rodada para a mexicana Itzel Manjarrez e não teve chances de repescagem.

## Vida pessoal
É bisneta dum chinês.